# 丹尼·丰塞卡
丹尼·丰塞卡（西班牙語：Danny Fonseca，1979年11月7日—），哥斯达黎加男子足球运动员，司职中场。他曾代表哥斯达黎加国家队参加2006年国际足联世界杯，结果队伍止步小组赛阶段。